# František Ludvík
František Ludvík (7. března 1843 Praha – 24. října 1910 Chicago) byl česko-americký divadelní herec, režisér a ředitel kočovné divadelní společnosti. Od roku 1860 působil mimo jiné jako herec v souboru vedeného Josefem Aloisem Prokopem, prvním českém profesionálním kočovném divadle. Roku 1893 odplul již s vlastní společností do USA, kde se soubor transformoval První stálé českoslovanské divadelní společnosti, prvního stálého česky hrajícího divadelního souboru ve Spojených státech.

## Život

### Mládí
Narodil se v Praze do české rodiny kloboučníka, kterémuž to řemeslu se vyučil. Od mládí tíhl k ochotnickému divadlu. Následně odešel za pracovními zkušenostmi do Rakouska a dalších zemí. Poté se vrátil do Čech, kde se roku 1860 stal členem souboru První divadelní společnost česká pro venkov, někdy nazývaná také Národní divadlo pro venkov Josefa Aloise Prokopa, kočujícího po Čechách a Moravě. V té době souboru uváděl jak český, tak německý repertoár. Posléze se stal členem kočovné herecké společnosti Josefa Kullase a po jeho odchodu na odpočinek roku 1878 převzal jeho divadelní licenci. Patrně při společném angažmá v souboru se seznámil se svou pozdější manželkou Bohuslavou, rovněž herečkou. Soubor kočoval po městech a obcích, zejména v regionech s českou jazykovou většinou, tj. především ve východních a středních Čechách (Litomyšl, Dvůr Králové, Pardubice, Vysoké Mýto, Hradec Králové, Kolín, Mladá Boleslav atd.).

### Ludvíkova kočovná společnost

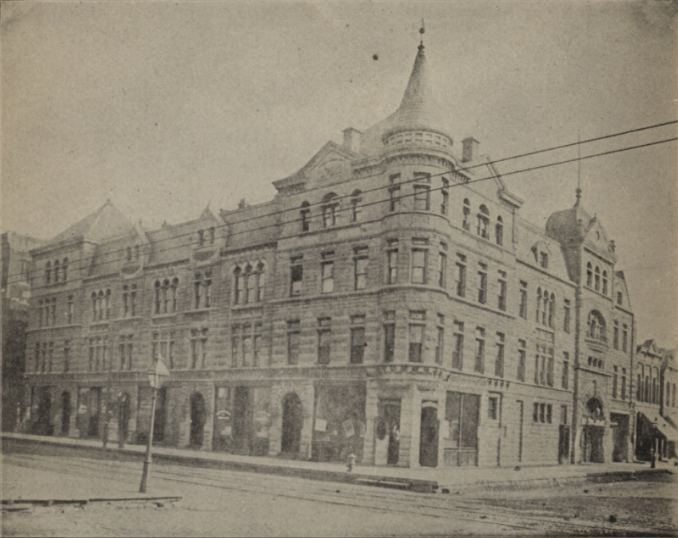
Duškova síň Thalia v Chicagu

Roku 1892 sjednal Ludvík smělý divadelní podnik v podobě výjezdu své společnosti do Spojených států u příležitosti Světové výstavy v Chicagu. Zde měl soubor účinkovat pro publikum z početné česko-americké komunity, koncentrované především právě v Chicagu. Americkým organizátorem výpravy byl česko-americký podnikatel a politik František Sadílek, trvale usídlený v Nebrasce, který zprostředkoval půjčkou 5 000 dolarů pro uhrazení nákladů. Soubor v počtu dvaadvaceti členů vyrazil na cestu z Roudnice nad Labem 5. března a přes Brémy vyplul 8. března na parníku Amerika přes Atlantský oceán, až 20. března dorazil do New Yorku. Čeští herci zde bylo krajany náležitě uvítáni. První představení, Preissové Gazdina roba, bylo sehráno 26. března 1893 před vyprodaným hledištěm newyorské Center Opera House, Bohuslava Ludvíková před představením pronesla uvítací proslov.

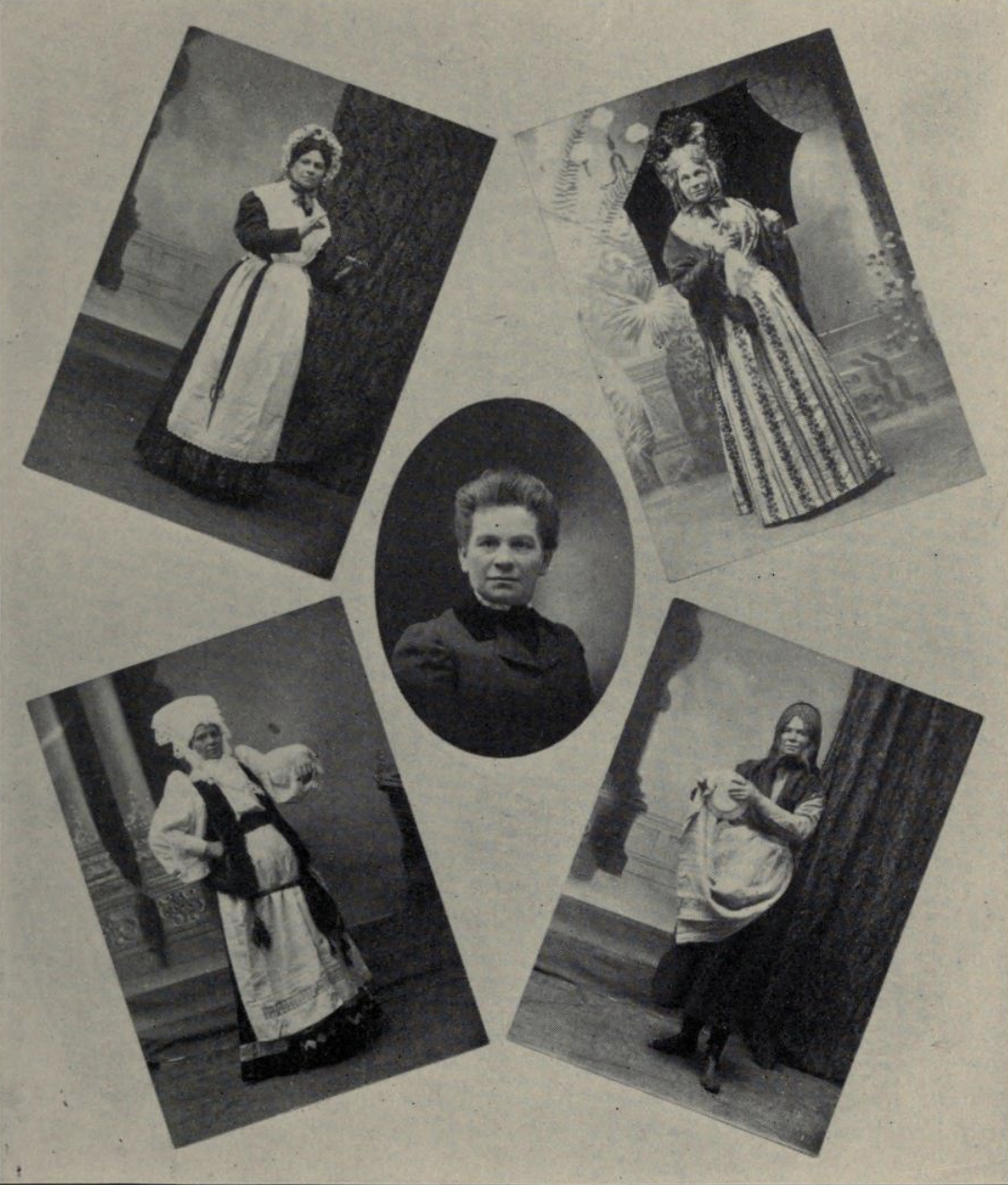
Bohuslava Ludvíková v různých rolích: (zleva nahoře doprava dolů) Šestáková (Paličova dcera), Salomena (Zvíkovský rarášek), Stará panna (Dámy a husaři), Petráška (Svět malých lidí), 1903

Soubor se pak setkal s výrazným komerčním úspěchem a po dalších představeních v Baltimoru, Pittsburghu a Detroitu dorazil až do Chicaga, kde pak začal působit. Krátce po ukončení turné, 20. srpna 1893, secvičil soubor ve spolupráci s pěveckým sborem Lyra americkou premiéru Smetanovy Prodané nevěsty.
Téhož roku bylo rozhodnuto o zřízení stálé divadelní scény pro potřeby společnosti, s názvem První stálá českoslovanská divadelní společnost. Ta našla své sídlo v sále Thalia vlastněného Janem Duškem. Jejími členy byly vedle manželů Ludvíkových také František Šípek, Rudolf Inemann, hostoval zde také Josef Šmaha a další. Část souboru se pak roku 1894 vrátila zpátky do Čech, zbylí jeho členové, včetně manželů Ludvíkových, se v Chicagu usadili herecky působili. Divadlo hrálo jen o svátcích a nedělích, členové souboru vykonávali ještě druhé zaměstnání. Repertoár se skládal z české či zahraniční divadelní klasiky, případně česko-amerických frašek. V roce 1898 podnikl soubor úspěšný zájezd do Čech, s repertoárem v USA vzniknuvších dramat V srdci Chicaga a Jih proti Severu.
Ludvík se i s manželkou a dalšími ze souboru zapojil do českého komunitního života, zejména v Chicagu. Bohuslava (anglicky Mille Ludvíková) se stala členkou Jednoty Českých Dam, česko-amerického dámského spolku.

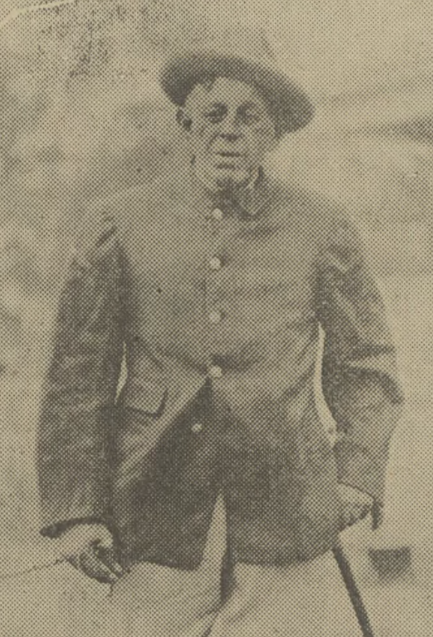
František Ludvík v závěru života

### Úmrtí
František Ludvík zemřel 25. října 1910 v Chicagu ve věku 67 let. Pohřben byl v rodinném hrobě na chicagském Českém národním hřbitově.
Vedení divadla se pak ujala manželka Bohuslava se synem Františkem Ludvíkem mladším.
Se svou ženou Bohuslavou počali dva syny a dvě dcery.